# Parafia Zesłania Ducha Świętego w Mikałajewie
Parafia Zesłania Ducha Świętego w Mikałajewie (biał. Парафія Спаслання Духа Святога y Мікалаеве) – parafia rzymskokatolicka w Mikałajewie. Należy do dekanatu lepelskiego diecezji witebskiej.

## Historia
W Mikołajowie znajdowała się wybudowana w 1780 r. kaplica filialna parafii w Ule. Informacja o kaplicy pojawia się w księgach parafialnych w 1841 r. Później w latach 1848, 1869, 1886, 1896, 1910 wymieniana jest kaplica cmentarna w folwarku Teklenwil. 
Obecna kaplica w Mikałajewie powstała w latach 90. XX w. z inicjatywy ks. Mieczysława Janczyszyna, proboszcza parafii w Ule. Znajduje się przy cmentarzu parafialnym.
Pierwotnie parafia miała za patronów św. Klarę i św. Faustynę Kowalską. 

## Obecnie
Na niedzielne Msze Święte parafianie udają się do pobliskiej Ułły oraz Kordona. W miejscowej kaplicy katolicy zbierają się podczas odpustu z okazji Święta Zesłania Ducha Świętego.
Co roku w Mikałajewie odbywa się Msza Święta przy pomniku upamiętniającym zamordowanych więźniów więzienia w Berezweczu, ofiar drogi śmierci.